# Gran Turismo 5 Prologue
Gran Turismo 5 Prologue (グランツーリスモ5プロローグ?, Guran Tsūrisumo Faibu Purorōgu) è un simulatore di guida anteprima di Gran Turismo 5, pubblicato per la prima volta il 13 dicembre 2007 per celebrare i dieci anni della serie. Nonostante si tratti di un prologo è possibile accumulare denaro e comprare veicoli.
Il gioco permetteva sfide online fino a sedici giocatori (i server sono stati chiusi nel 2011) e sfrutta la risoluzione 1080p a 60 fotogrammi per secondo.
Dal 30 ottobre 2008 il videogioco è stato aggiornato sotto la nuova denominazione di Gran Turismo 5 Prologue Spec III. La versione Platinum include già l'aggiornamento Spec III.

## Lista auto
- Acura NSX '91
- Alfa Romeo 147 TI 2.0 TWIN SPARK '06
- Alfa Romeo Brera Sky Window 3.2 JTS Q4 '06
- Amuse S2000 GT1 Turbo
- Amuse/Opera Performance Gran Turismo 350Z RS
- Art Morrison Corvette '60
- Aston Martin DB9 Coupe '06
- Audi R8 4.2 FSI R tronic '07
- Audi TT Coupe 3.2 quattro '07
- Blitz Dunlop ER34 '07
- BMW 135i Coupe '07
- BMW 135tii '08
- BMW M3 Coupe '07
- BMW Z4 '03
- Chevrolet Corvette Z06 (C6) Tuned Car
- Chevrolet Corvette Z06 '06
- Citroen C4 Coupe 2.0VTS '06
- GT by Citroën
- Clio Renault Sport V6 24V Tuned Car
- Daihatsu Copen Active Top '02
- Daihatsu OFC-1 Concept
- Dodge Viper GTS
- Dodge Viper SRT10 Coupe
- Dodge Viper SRT10 Coupe Tuned Car
- Ferrari 512BB
- Ferrari 599 GTB Fiorano
- Ferrari California
- Ferrari F40
- Ferrari F430
- Ferrari F2007
- Ford Focus ST '06
- Ford GT
- Ford Mustang V8 GT Coupe Premium '07
- Honda Integra TYPE R '04
- Gran Turismo Ford GT LM Spec II Test Car
- Honda NSX Type R '02
- Jaguar XK Coupe '06
- Lancia Delta HF Integrale Evoluzione '91
- Lexus IS F '07
- Lotus Elise 111R '04
- Lotus Elise 111R Tuned Car
- Lotus Elise '96
- Lotus Elise Tuned Car
- Lotus Evora
- Mazda Atenza Sport 25Z '07
- Mazda RX-7 Spirit R Type A (FD) '02
- Mazda RX-8 Type S '03
- Mercedes-Benz SL 55 AMG '02
- Mine's BNR34 Skyline GT-R N1 base '06
- Mini Cooper-S '06
- Mitsubishi Lancer Evolution IX GSR '05
- Mitsubishi Lancer Evolution X GSR Premium Package '07
- Mitsubishi Lancer Evolution X GSR Tuned Car
- Mitsubishi Lancer Evolution IX GSR Tuned Car
- Nissan Fairlady Z Version S '07
- Nissan GT-R
- Nissan GT-R Proto '05
- Nissan Skyline Coupe (V36) Tuned Car
- Nissan Skyline Coupe 370GT Type SP '07
- Nissan Skyline Coupe Concept '06
- Nissan Skyline GT-R V-spec II Nur '02
- Nissan Skyline Sedan 350GT Type SP '06
- Renault Clio Renault Sport V6 24V '00
- Subaru Impreza Sedan WRX STI spec C Type RA '05
- Subaru Impreza WRX STI (18inch BBS Wheel Option) '07
- Suzuki Cappuccino
- Suzuki Cappuccino Tuned Car
- Suzuki Cervo SR '07
- Suzuki Swift Sport '07
- Suzuki Swift Sport Tuned Car
- TVR Tamora
- TVR Tuscan Speed 6 '00
- Volkswagen Golf GTI '01
- Volkswagen Golf V GTI '05

## Lista circuiti
- Londra (normale/al contrario)
- High Speed Ring (normale/al contrario)
- Eiger Nordwand
- Fuji Speedway F
- Fuji Speedway GT
- Daytona International Speedway (Superspeedway)
- Daytona International Speedway (The Road Course)
- Suzuka Circuit
- Suzuka Circuit (East Course)

## Accoglienza
La rivista Play Generation lo classificò come il miglior gioco di guida del 2008. La stessa testata diede al gioco un punteggio di 94/100, trovando che non riuscisse a sorprendere per il numero di auto e circuiti ma bensì per il sistema di guida, il fotorealismo e l'online che lo rendevano un titolo eccellente.